# Parasitorhabditus obtusa
Parasitorhabditus obtusa är en rundmaskart. Parasitorhabditus obtusa ingår i släktet Parasitorhabditus och familjen Rhabditidae. Inga underarter finns listade i Catalogue of Life.